# Stazione di Fanna-Cavasso
La stazione di Fanna-Cavasso (in friulano Stazion di Fana Cjavàs) è una delle fermate ferroviarie del Friuli-Venezia Giulia, in provincia di Pordenone, che si trova sulla linea ferroviaria Sacile - Pinzano.
La stazione comprende 2 diversi comuni: quello di Fanna (Fana) e quello di Cavasso Nuovo (Cjavàs).

## Storia
La stazione venne inaugurata il 28 ottobre 1930 quando venne aperto il tratto ferroviario che collegava la stazione di Sacile con la stazione di Pinzano.
In seguito alla chiusura della tratta, dovuta ad un incidente all'altezza di Meduno il 6 luglio 2012, la stazione è caduta in abbandono.
Tuttavia entro fine 2018 è previsto il ripristino totale della linea, e con essa anche quello della stazione, la quale subirà una ristrutturazione al fine di tornare garantire un servizio adeguato.
Domenica 29 luglio 2018 un primo passo in questa direzione è stato fatto, poiché la stazione è stata la prima della tratta non in uso a vedere il passaggio con fermata del convoglio storico di Fondazione FS e la conseguente inaugurazione per il progetto Binari senza tempo.

## Strutture e impianti
La fermata è costituita da un unico binario passante su banchina a raso non ancora rialzata.
Al piano terra dell'edificio, come su modello di tutte le altre stazioni della linea, si trova un atrio centrale destinato alla sala d'aspetto ed in una stanza laterale la biglietteria, ora non più presente.

## Movimento
Il servizio passeggeri regionale era svolto da Trenitalia lungo la relazione Sacile – Pinzano – Gemona. Dal luglio 2012 il servizio ferroviario è sostituito da autobus.
Il traffico prima della chiusura, nel 2012, risultava composto da alcuni treni Aln 501 Minuetto, che verranno probabilmente reintrodotti al recupero del servizio, poiché già presenti sulla parte della tratta già aperta, insieme ai mezzi storici della Fondazione FS (parte del progetto della ferrovia turistica).

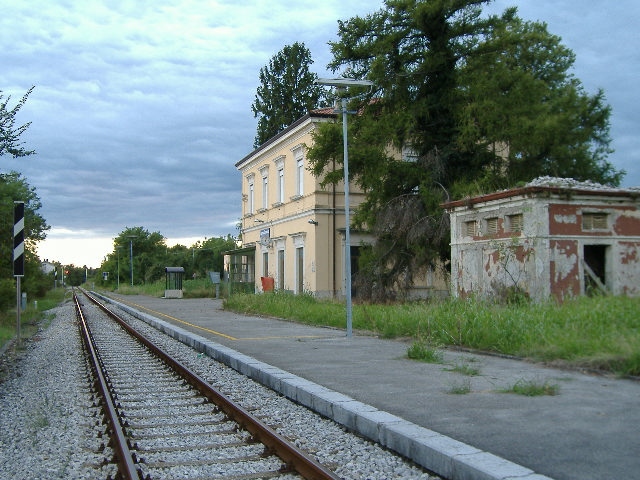
La stazione dal binario

## Servizi
La stazione dispone dei seguenti servizi:
- Sala d'attesa (attualmente chiusa)
- Parcheggio esterno